# Apanteles laspeyresiae
Apanteles laspeyresiae är en stekelart som beskrevs av Henry Lorenz Viereck 1913. Apanteles laspeyresiae ingår i släktet Apanteles och familjen bracksteklar. Inga underarter finns listade i Catalogue of Life.